# Cryptonomicon
Cryptonomicon – powieść autorstwa Neala Stephensona z 1999. Narracja obejmuje równolegle wątki dotyczące angielskich i amerykańskich kryptoanalityków pracujących w Bletchley Park i żołnierzy oddziałów liniowych współpracujących z nimi w czasie II wojny światowej, oraz losy ich potomków z końca XX wieku. W książce pojawiają się zarówno postacie i wydarzenia historyczne jak i fikcyjne.
Książka nominowana do Nagrody Hugo w kategorii powieść w roku 2000, otrzymała w tym samym roku Nagrodę Locusa.

## Fabuła
Fabuła toczy się wokół projektu ULTRA – dekryptażu niemieckich i japońskich szyfrogramów przez siły alianckie, oraz jednostki 2702, mającej za zadanie przeciwdziałać odkryciu przez nazistowskie Niemcy faktu możliwości odczytywania szyfrogramów Enigmy przez siły alianckie.

### Postacie fikcyjne
- Robert „Bobby” Shaftoe, sierżant Korpusu Piechoty Morskiej Stanów Zjednoczonych, członek jednostki 2702
- Lawrence Pritchard Waterhouse, amerykański kryptoanalityk, dziadek Randalla „Randy’ego” Lawrence’a Waterhouse’a.
- Günter Bischoff, Kapitänleutnant Kriegsmarine, który dowodzi niemieckimi U-Bootami
- Rudolf „Rudy” von Hacklheber, niemiecki matematyk i kryptograf, przed wojną na Uniwersytecie Princeton, zaprzyjaźnił się z Waterhousem i Turingiem
- Earl Comstock, oficer Armii Stanów Zjednoczonych, który po wojnie zakłada NSA
- Julieta Kivistik, fińska przemytniczka, pomaga członkom jednostki 2702 w Szwecji, matka Güntera Enocha Bobby’ego Kivistika
- „Wujek” Otto Kivistik, ojciec Julietty, przemytnik.
- Mary cCmndhd, (wymowa: „Smith”), przyszła żona Lawrence’a Pritcharda Waterhouse.
- Glory Altamira, uczennica pielęgniarstwa, kochanka Roberta „Bobby’ego” Shaftoe’a. Matka Douglasa MacArthura Shaftoe’ego.
- Goto Dengo, inżynier, japoński oficer
- Enoch Root, były ksiądz, oficer ANZAC
- Doug MacArhur Shaftoe, syn Bobby’ego Shaftoe’a, weteran wojny w Wietnamie, właściciel firmy Semper Marine Service
- America Shaftoe, córka Douga

### Postacie historyczne
- Alan Turing
- Isoroku Yamamoto
- Douglas MacArthur
- Hermann Göring